# Bruce Banner (Universo cinematográfico de Marvel)
Dr. Bruce Banner (Dayton, Ohio, Estados Unidos, 18 de diciembre de 1969) es un personaje de la franquicia cinematográfica Universo Cinematográfico de Marvel (UCM) interpretado inicialmente por Edward Norton y posteriormente por Mark Ruffalo, basado en el personaje de Marvel Comics del mismo nombre, conocido comúnmente por su alter ego, Hulk. En las películas, Banner es un físico de renombre que se sometió a un experimento de radiación gamma diseñado para replicar el programa del "super soldado" de la era de la Segunda Guerra Mundial. El experimento falló y ahora hace que Banner se transforme en una criatura verde, descomunal y gigantesca, con una fuerza y durabilidad sobrehumanas, siempre que su frecuencia cardíaca supere los 200 bpm o si se pone en peligro de muerte.  
Como Hulk, posee habilidades sobrehumanas que incluyen mayor fuerza y durabilidad. Con el tiempo, Banner demuestra una capacidad cada vez mayor para controlar la transformación y se convierte en miembro fundador de los Vengadores. Después del conflicto con Ultrón, Banner es transportado involuntariamente a Sakaar, donde sigue siendo Hulk durante varios años hasta que finalmente regresa a la Tierra para participar en la batalla contra Thanos. En los años posteriores a que Thanos borre la mitad de toda la vida, Banner aprende a retener la forma de Hulk con su mente aún intacta, y es fundamental en la misión de los Vengadores de usar el viaje en el tiempo para obtener las Gemas del Infinito del pasado. Después de que los Vengadores triunfan, el mismo Banner restaura trillones de vidas en todo el universo usando las Gemas en un guante especialmente diseñado. Después de que su prima, Jennifer "Jen" Walters, se impregne accidentalmente de su sangre, convirtiéndose en "She-Hulk", Banner la entrena para manejar sus transformaciones antes de partir nuevamente a Sakaar, regresando meses después con su hijo (nacido durante su tiempo allí), Skaar.
A partir de 2022, Banner ha aparecido en nueve películas después de ser presentado en la película titular The Incredible Hulk (2008). En general, el personaje ha sido bien recibido tanto por la crítica como por el público, pero la reformulación de Norton y la caracterización inconsistente del personaje en las últimas películas tienen algunas críticas. Ruffalo repitió el papel en la serie de televisión She-Hulk: Attorney at Law (2022).
Ruffalo da voz a varias versiones alternativas de Banner en la serie animada What If...?.

## Concepto, creación y caracterización

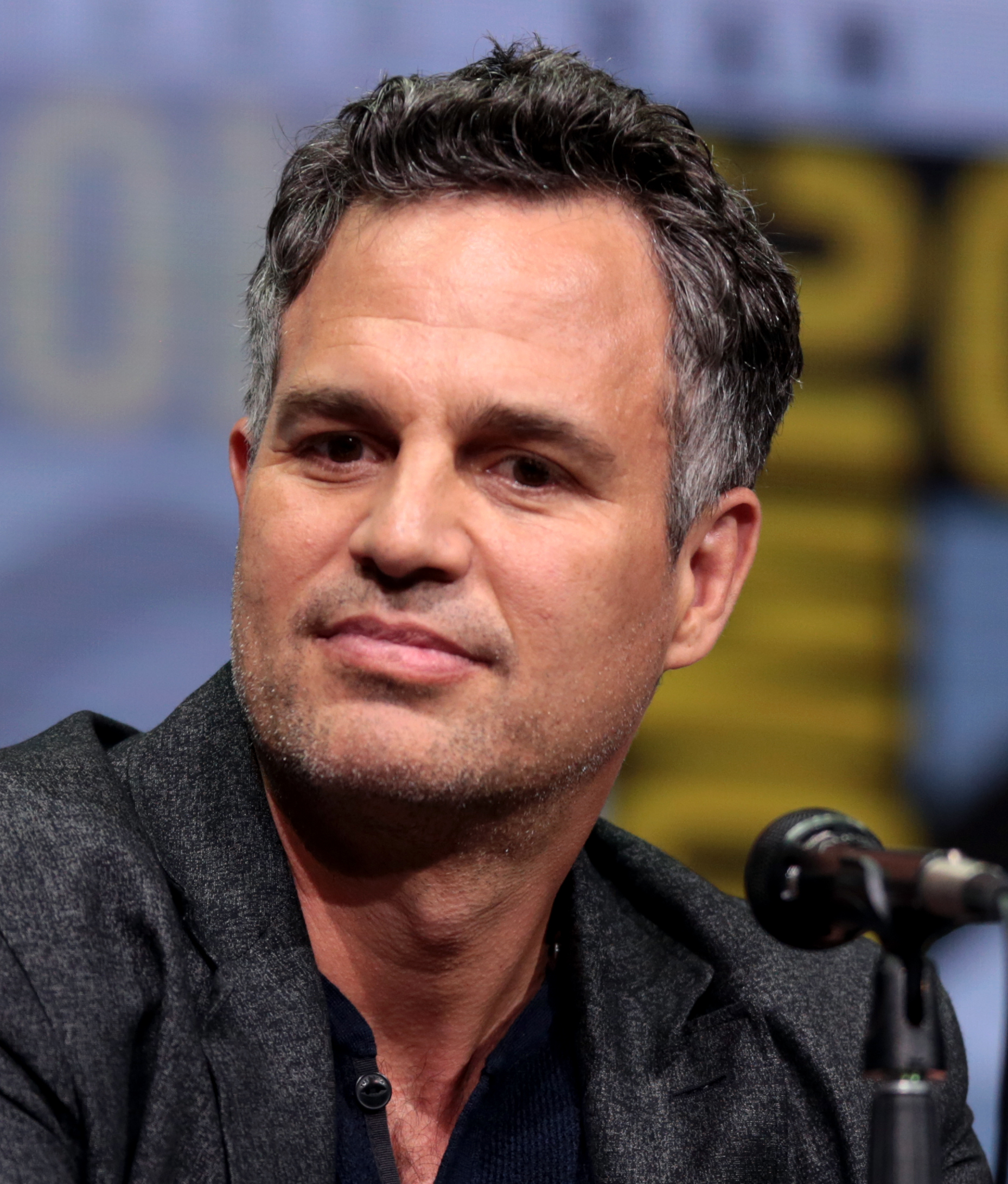
Mark Ruffalo in 2017

Hulk apareció por primera vez como un personaje de cómic en The Incredible Hulk #1 (portada fechada en mayo de 1962), escrita por Stan Lee, dibujado por Jack Kirby y entintado por Paul Reinman. Lee citó la influencia de Frankenstein y el Dr. Jekyll y el Sr. Hyde en la creación de Hulk, mientras que Kirby recordó como inspiración la historia de una madre que rescata a su hijo que está atrapado debajo de un automóvil. Lee le dio al alter ego de Hulk el nombre aliterado "Bruce Banner" porque descubrió que tenía menos dificultades para recordar nombres aliterados. Inicialmente, Hulk era gris, pero los problemas de color hicieron que la criatura se volviera verde. Banner y su alter ego aparecieron en una serie de televisión de acción real en 1978, y en una película en 2003 que recibió críticas mixtas, con Marvel Studios recuperando los derechos de producción cinematográfica para el personaje en febrero de 2006.
A mediados de la década de 2000, Kevin Feige se dio cuenta de que Marvel aun poseía los derechos de los miembros principales de los Vengadores, que ahora incluían a Hulk. Feige, un "fanboy" autoproclamado, imaginó crear un universo compartido tal como lo habían hecho los creadores Stan Lee y Jack Kirby con sus cómics a principios de la década de 1960. Louis Leterrier, que había expresado interés en dirigir Iron Man, fue llevado a bordo para dirigir, con un guion de Zak Penn destinado a servir como una secuela suelta de la película de 2003, pero manteniendo la historia más cerca de los cómics y la serie de televisión de 1978. David Duchovny fue el favorito para la película, y la elección original de Leterrier para el papel era Mark Ruffalo. En abril de 2007, Edward Norton fue contratado para interpretar a Banner y reescribir el guion de Penn para distanciarse de la película de 2003 y establecer su propia identidad como un reinicio, aunque no se acreditaría su reescritura. La productora Gale Anne Hurd recordó las representaciones de dualidad de Norton en Primal Fear y Fight Club, mientras que a Kevin Feige Edward Norton le recordó a Bill Bixby, quien había interpretado a Banner en la serie de televisión de 1978. Lou Ferrigno, quien interpretó a Hulk con Bixby, comentó que Norton "tiene un físico similar [y] una personalidad similar". Norton era fanático de Hulk, citando las primeras apariciones del personaje en los cómics, el programa de televisión de Bixby y la ejecución de Bruce Jones en el cómic, como sus representaciones favoritas del personaje. Había expresado interés en el papel en la primera película. Inicialmente rechazándola recordando "allí estaba [el] factor de dolor o la parte defensiva de ustedes que retrocede ante cuál sería la mala versión de lo que sería", ya que sintió que la película anterior "se alejó mucho de una historia que era familiar para la gente, [...] que es una historia de fugitivos". Cuando conoció a Leterrier y Marvel, le gustó su visión y creyó que lo estaban buscando para guiar el proyecto. Durante la New York Cómic Con de 2008, Leterrier le ofreció públicamente a Lou Ferrigno la oportunidad de expresar a Hulk para la película. Originalmente, la única línea de Hulk era "Betty" al final de la película, que habría sido su primera palabra. Leterrier sabía que los fanáticos querían que él hablara normalmente, y agregó las palabras "déjame solo" y "¡Hulk aplasta!". La última línea recibió aplausos durante una proyección a la que asistió.
Mark Ruffalo comenzó su papel como Banner / Hulk en The Avengers, después de que Feige dijo que decidió no traer de vuelta a Norton. Desde entonces, Norton ha afirmado que fue su propia decisión no volver a interpretar a Hulk porque "quería más diversidad" en su carrera y no quería asociarse con un solo personaje. ScreenRant noto que, en parte debido al cambio en los actores, "muchos olvidan que The Incredible Hulk es canon dentro de la MCU". En abril de 2012, a pesar de que Ruffalo estaba a bordo para interpretar a Hulk en la secuela, Feige confirmó a Collider que Marvel no tenía planes en ese momento para filmar otra película de Hulk. En una sesión de preguntas y respuestas, Feige y Ruffalo confirmaron que se estaban discutiendo planes para producir otra película de Hulk debido a la respuesta positiva de la audiencia hacia la actuación de Ruffalo en The Avengers. Sin embargo, Universal retuvo los derechos de distribución de The Incredible Hulk, así como el derecho de la primera negativa a distribuir futuras películas de Hulk. En septiembre de 2012, Feige, mientras exploraba todas las opciones de historia posibles para una película secuela, incluida una película basada en las historias de "Planet Hulk" y "World War Hulk", declaró: "todo [en términos de historias de los cómics] está en la mesa. ¿Creo que Hulk puede llevar una película y ser tan entretenido como lo fue en Avengers? Creo que sí. Creo que absolutamente podría. Ciertamente ni siquiera vamos a intentar eso hasta Avengers 2. Así que hay mucho de tiempo para pensarlo".
En junio de 2014, Ruffalo dijo que creía que el estudio podría estar considerando hacer una nueva película independiente de Hulk, y dijo: "Creo que, por primera vez, están entreteniendo la idea. Cuando hicimos The Avengers fue básicamente "¡No!", y ahora hay que considerarlo. Pero aún no hay nada definitivo, ni siquiera una versión esquelética de lo que sería". En julio, Feige declaró que el estudio no estaba considerando una película de "Planet Hulk" en ese momento, debido al deseo de presentar al Banner de Ruffalo en la película. Sin embargo, no descartó una historia con Hulk y Banner terminando en el espacio y explicó por qué una película de Hulk en solitario no ocurrió en la Fase Dos del UCM al decir: "Después de la primera de los Vengadores, Iron Man tuvo su propia película, Thor tenía su propia película, el Capitán América tenía su propia película, y Widow y Fury estaban en The Winter Soldier. Así que, francamente, se trataba de salvar a alguien porque que el único lugar en el que pudieras encontrar a Hulk entre las películas de Avengers sea en la próxima de Avengers, así que el director Joss Whedon podría seguir jugando con eso en Avengers: Age of Ultron. A dónde vamos después de eso, ya veremos".
En abril de 2015, Ruffalo señaló que Universal que posee los derechos de distribución de las películas de Hulk puede ser un obstáculo para el lanzamiento de una futura película independiente del personaje reiterando esto en octubre de 2015 y julio de 2017. Según The Hollywood Reporter, una posible razón por la cual Marvel no ha vuelto a adquirir los derechos de distribución de las películas como lo hicieron con Paramount Pictures para las películas de Iron Man, Thor y Capitán América es que Universal posee los derechos de los parques temáticos para varios personajes de Marvel. que la compañía matriz de Marvel, Disney, quiere para sus propios parques. En diciembre de 2015, Ruffalo declaró que la relación tensa entre Marvel y Universal puede ser otro obstáculo para el lanzamiento de una futura película independiente de Hulk. El mes siguiente, indicó que la falta de una película independiente de Hulk permitió que el personaje desempeñara un papel más destacado en Thor: Ragnarok, Avengers: Infinity War y Avengers: Endgame, afirmando: "Hemos trabajado un arco realmente interesante en Thor: Ragnarok, Avengers, Infinity War y Avengers: Endgame para Banner que creo que, con todo esto sumado, se sentirá como una película de Hulk, una película independiente".

### Caracterización
Para The Incredible Hulk, Louis Leterrier declaró que la reescritura de guion de Edward Norton "le ha dado a la historia de Bruce una seriedad real", explicando que "solo porque estamos haciendo una película de superhéroes no solo tiene que atraer a los niños de 13 años. Ed y yo vemos a los superhéroes como los nuevos dioses griegos". Al interpretar al personaje en The Avengers, Mark Ruffalo dijo: "Es un tipo que lucha con dos lados de sí mismo, la oscuridad y la luz, y todo lo que hace en su vida se filtra a través de cuestiones de control. Crecí con la serie de televisión de Bill Bixby, que pensé que era una forma muy matizada y humana de ver a Hulk. Me gusta que la parte tenga esas cualidades". Con respecto al lugar de Hulk en el equipo, Ruffalo dijo: "Es como el compañero de equipo, ninguno de ellos está seguro de querer en su equipo. Es un cañón suelto, es como, "lanzar una granada en el medio del grupo y esperemos que resulta bien!".
Para Age of Ultron, Ruffalo declaró que su personaje había crecido desde la película anterior y que era "un poco más complejo", con esa confrontación entre Banner y Hulk: "Está sucediendo algo muy genial: Hulk le tiene tanto miedo a Banner como Banner le tiene miedo a Hulk y tienen que llegar a la paz de alguna manera". Mientras filmaba en Londres, Ruffalo dijo que Whedon todavía no le había dado ninguna de las líneas de Hulk. Whedon luego explicó que escribe el diálogo de Hulk espontáneamente, diciendo: "Lo que hace que Hulk sea tan difícil de escribir es que finges que es un hombre lobo cuando es un superhéroe. Lo quieres al revés ... Así que la pregunta es cómo ¿Ha progresado? ¿Cómo podemos traer cambios en lo que hace Hulk? Y eso no es solo en el guion, es momento a momento". Cuando el personaje apareció en Thor: Ragnarok, han pasado dos años desde Age of Ultron, y Hulk se ha convertido en un exitoso y popular gladiador en Sakaar, habiendo suprimido el lado de Banner en esos años. Está formando el vocabulario "de un niño pequeño", con el nivel del discurso de Hulk como "una gran conversación" entre el director Taika Waititi y Marvel, ya que tenía en cuenta las futuras apariciones del personaje: Ragnarok comienza un arco para el personaje que continúa en Avengers: Infinity War (2018) y Avengers: Endgame (2019). Ruffalo sintió que Hulk tenía "una arrogancia" en la película, y era "mucho más un personaje que la máquina de ira verde" que se ve en las dos primeras películas de los Vengadores.
Hulk solo aparece brevemente al comienzo de Infinity War, con Bruce Banner pasando la película tratando de reintegrarse con los Vengadores e "impresionar a todos con lo peligroso que es Thanos". Joe Russo sintió que Hulk se negaba a aparecer durante gran parte de la película fue porque estaba parcialmente asustado, pero también porque se dio cuenta de que "Banner solo quiere a Hulk para pelear. Creo que ya ha tenido suficiente con salvar el trasero de Banner". Russo agregó que esto era "realmente un reflejo del viaje desde Ragnarok ... [donde] estos dos personajes están constantemente en conflicto entre sí por el control". La diferencia entre Hulk y Banner está destinada a mostrarse como "comenzando a difuminarse un poco". Ruffalo describió a Hulk en Infinity War como teniendo la capacidad mental de un niño de cinco años. A pesar de la falta de más películas independientes, "Bruce y Hulk han logrado obtener un arco en los seis años posteriores a "The Avengers", con Thor: Ragnarok e Infinity War destacando una batalla por el control de qué personalidad se manifestará. En Avengers: Endgame, se muestra que Bruce Banner fusionó su mente con la apariencia y fuerza de Hulk.

### Apariencia y efectos especiales
Al filmar The Incredible Hulk, Leterrier citó las representaciones de captura de movimiento de Andy Serkis de Gollum y King Kong en El señor de los anillos y King Kong, respectivamente, como el estándar al que apuntaba. Norton y Roth filmaron 2500 tomas de diferentes movimientos que harían los monstruos (como los "truenos" de Hulk). La pintura facial fosforescente aplicada a las caras de los actores y la iluminación estroboscópica ayudaría a registrar los gestos más sutiles en la computadora. Otros, entre ellos Cyril Raffaelli, proporcionaron captura de movimiento para acrobacias y peleas, después de que los actores principales hubieran hecho una vídeo referencia. Leterrier contrató a Rhythm and Hues para proporcionar el CGI, en lugar de Industrial Light & Magic (ILM), que creó los efectos visuales para Hulk de Ang Lee. La compañía de efectos visuales, Image Engine, pasó más de un año trabajando en una toma donde la sangre irradiada con rayos gamma de Banner cae a través de tres pisos de fábrica en una botella. En total se crearon 700 disparos de efectos. La captura de movimiento ayudó a colocar y sincronizar los movimientos, pero la animación general del cuadro clave de Rhythm and Hues proporcionó la necesaria "delicadeza [y] calidad de superhéroe".
Las ilustraciones de cómics de Hulk de Dale Keown fueron una inspiración para su diseño. Leterrier sintió que el primer Hulk tenía "demasiada grasa [y] las proporciones estaban un poco bajas". Explicó: "Hulk es más que perfecto, por lo que hay cero gramos de grasa, todo cincelado, y su músculo y fuerza definen a esta criatura, por lo que es como un tanque". El supervisor de efectos visuales Kurt Williams imaginó el físico de Hulk como un apoyador. en lugar de un culturista. Se eligió una altura de nueve pies para el personaje, ya que no querían que fuera demasiado inhumano. Para hacerlo más expresivo, se crearon programas de computadora que controlan la inflación de sus músculos y la saturación del color de la piel. Williams citó el rubor como un ejemplo del color de la piel de los humanos influenciado por sus emociones. Los animadores sintieron que la sangre verde haría que su piel se volviera más oscura en lugar de más clara, y sus tonos de piel, dependiendo de la iluminación, se asemejan a una pizarra verde oliva o incluso gris. Su modelo de animación se completó sin el pleno conocimiento de la compañía de efectos de lo que se le exigiría que hiciera: estaba preparado para hacer lo que se imaginaban, en caso de que el modelo fuera utilizado para la película de Los Vengadores. El cabello mediano de Hulk se inspiró en el arte de Mike Deodato. Originalmente tenía un corte de equipo, pero Leterrier decidió dejarse caer el pelo imbuyéndole de más carácter. Leterrier citó a Un hombre lobo americano en Londres como la inspiración para la transformación de Banner, queriendo mostrar cuán doloroso fue para él cambiar. Como un guiño a la serie de televisión de acción en vivo, los ojos de Banner cambian de color primero cuando se transforma.
The Avengers fue la primera producción en la que el actor que interpreta a Banner también interpreta a Hulk. Ruffalo le dijo a la revista New York: "Estoy realmente emocionado. Nadie ha jugado a Hulk exactamente; siempre han hecho CGI. Van a hacer la captura de stop-action, stop-motion de Avatar. Así que en realidad jugar a Hulk. Eso será divertido ". El modelo 3D utilizado para crear el cuerpo de Hulk se inspiró en el culturista y separador masculino de Long Island Steve Romm, mientras que la cara de Hulk se inspiró en Ruffalo. Para crear el Hulk en pantalla, Ruffalo se presentó en un traje de captura de movimiento en el set con los otros actores, mientras que cuatro cámaras HD de captura de movimiento (dos de cuerpo completo, dos enfocadas en su rostro) capturaron sus movimientos de cara y cuerpo. Jeff White, supervisor de efectos visuales de ILM, dijo: "Realmente queríamos utilizar todo lo que hemos desarrollado en los últimos 10 años y convertirlo en un Hulk bastante espectacular. Una de las grandes decisiones de diseño fue incorporar a Mark Ruffalo en su aspecto. Entonces, gran parte de Hulk se basa en Ruffalo y su actuación, no solo en la captura de movimiento y en el set, sino también en los ojos, los dientes y la lengua.
Para Thor: Ragnarok, ILM tuvo que agregar muchos más detalles a las características faciales del personaje, debido al mayor diálogo de Hulk. El supervisor de efectos visuales de ILM, Chad Wiebe, explicó que las expresiones de Ruffalo se capturaron frescas para la película usando Medusa, una tecnología de captura de rendimiento. Con 90 expresiones diferentes capturadas, ILM "construyó una biblioteca completamente nueva que permitiría a [Hulk] cubrir una gama completa de características visuales humanas normales". Para ayudar a crear Hulk, una persona en el set estaba cubierta con pintura corporal verde , y replicaría los movimientos previstos del personaje para ayudar a los artistas de efectos visuales. Además, el actor de acrobacias Paul Lowe, que mide menos de 1,5 m (5 pies) de estatura, sustituyó a Hemsworth durante algunas de sus interacciones con Hulk para que los especialistas de Hulk fueran proporcionalmente correctos. En algunos casos, cuando Thor y Hulk interactuaron, se utilizó un doble digital para Thor, también creado por ILM, para tener una mayor flexibilidad para los disparos. ILM trabajó en todos los momentos de Hulk en la película fuera de la secuencia de pelea final, que Framestore completó utilizando los activos de ILM, ya que Framestore era el principal responsable de manipular esa secuencia. Framestore completó casi 460 tomas, que incluyeron dobles digitales de Thor y Hela, Fenris, Korg, Miek, el gigante Surtur al final de la película, y más de 9,000 edificios para Asgard, basados en los activos que D Negative tenía de The Dark World, resultando en más de 263 plataformas de personajes, vehículos, accesorios y multitudes. Taika Waititi también proporcionó captura de movimiento adicional para Hulk después de que Ruffalo completara sus escenas.
Con respecto a la apariencia regular de Bruce Banner, su sentido de la moda ha sido criticado con la observación de que "en casi todas las apariencias, está usando un traje anodino con una camisa de botones morada" Por el contrario, la aparición del "Profesor Hulk" de Banner en Avengers: Endgame, incluida su afición por los suéteres de punto, ha sido descrita como "hot" y "sexy".

## Biografía ficticia del personaje

### Origen
Bruce Banner es un reconocido científico con siete doctorados y experiencia en el campo de la radiación gamma. En la Universidad de Culver en Virginia, el general Thunderbolt Ross se reúne con él, quien además es el colega y novio de su hija Betty, en relación con un experimento que Ross afirma que pretende hacer que los humanos sean inmunes a la radiación gamma. El experimento, es un programa de "súper soldado" de la era de la Segunda Guerra Mundial que Ross espera recrear, pero falla y la exposición de radiación gamma hace que Banner se transforme en Hulk por breves períodos de tiempo, siempre que su frecuencia cardíaca supere los 200. Hulk destruye el laboratorio hiere y mata a las personas que están dentro. Posteriormente Banner se convierte en un fugitivo del ejército de los EE. UU. y de Ross en particular que quiere convertir el proceso de Hulk en un arma.

### Fugitivo del gobierno
Cinco años después, Banner trabaja en una fábrica de embotellado en Rocinha, Río de Janeiro, Brasil, mientras busca una cura para su afección. En Internet, colabora con un colega que solo conoce como "Sr. Azul", y para quien es "Sr. Verde". También aprende técnicas de yoga para ayudar a mantener el control, y no se ha transformado en cinco meses. Después de que Banner se corta el dedo, una gota de su sangre cae en una botella, y finalmente es ingerida por un consumidor anciano en Milwaukee, Wisconsin, que le causa la enfermedad gamma. Ross rastrea a Banner y envía un equipo de fuerzas especiales, dirigido por Emil Blonsky para capturarlo. Banner se transforma en Hulk y derrota al equipo de Blonsky. Blonsky acepta ser inyectado con un suero similar, lo que le da mayor velocidad, fuerza, agilidad y curación, pero también comienza a deformar su esqueleto y perjudicar su juicio.
Banner regresa a la Universidad de Culver y se reúne con Betty, pero es atacado por segunda vez por las fuerzas de Ross y Blonsky, transformándose nuevamente en Hulk. Hulk aparentemente mata a Blonsky y huye con Betty. Después de que Hulk vuelve a ser Banner, él y Betty contacta al Sr. Azul, quien los insta a encontrarse con él en la ciudad de Nueva York. El Sr. Azul, conocido como el biólogo celular Dr. Samuel Sterns, ha desarrollado un posible antídoto para la condición de Banner. Después de una prueba exitosa, advierte a Banner que el antídoto solo puede revertir cada transformación individual. Sterns revela que ha sintetizado las muestras de sangre de Banner, que Banner envió desde Brasil, en un gran suministro, con la intención de aplicar su "potencial ilimitado" a la medicina. Temeroso de que el poder de Hulk caiga en manos de los militares, Banner desea destruir el suministro de sangre. Banner es atrapado y Blonsky hace que Stern use la sangre de Banner para convertirlo en Abominación. Blonsky luego arrasa el barrio de Harlem. Al darse cuenta de que solo Hulk puede detener a Blonsky, Banner salta del helicóptero de Ross y se transforma después de estrellarse contra el suelo. Después de una larga y brutal batalla a través de Harlem, Hulk derrota a Blonsky y escapa. Un mes después, en Bella Coola, Columbia Británica, Banner se transforma con éxito de manera controlada.

### Miembro de los vengadores
En 2012, Banner está en Calcuta cuando la agente de S.H.I.E.L.D. Natasha Romanoff lo recluta para rastrear el Teseracto a través de sus emisiones de radiación gamma. Siguiendo a Romanoff, Banner conoce a Steve Rogers y el director de S.H.I.E.L.D. Nick Fury. Él está en el Quinjet, cuando Loki es capturado por Tony Stark y Rogers. Después de que el hermano de Loki, Thor, acepta colocar a Loki en una celda en el Helicarrier de S.H.I.E.L.D., agentes como Clint Barton, poseídos por Loki, atacan el Helicarrier, haciendo que Banner se transforme en Hulk y casi mata a Romanoff. Thor intenta detener el alboroto de Hulk, pero termina cayendo al suelo después de atacar a un caza de reacción de S.H.I.E.L.D.. En la ciudad de Nueva York, Banner se encuentra con Rogers, Stark, Thor, Romanoff y Barton y se convierte en miembro de los Vengadores. Después de que la especie alienígena de los Chitauri invaden la ciudad, Banner se transforma inmediatamente en Hulk y deteniendo a un Leviatán. Durante la batalla, él lucha contra los Chitauri, golpea a Loki hasta la sumisión en la Torre Stark y salva a Stark de estrellarse contra el suelo después de perder poder a través del agujero de gusano. Posteriormente, Banner forma una estrecha amistad con Stark y trabaja estrechamente con él, incluso solicitándole que construya una armadura anti-Hulk para detenerlo en caso de que pierda el control y se desate.
En 2013, Banner y Stark se relajan en la Torre, mientras Stark le cuenta historias de sus misiones de Iron Man mientras busca consejo, pero Banner se queda dormido porque no es "ese tipo de médico".
En 2015, Banner y los Vengadores asaltan una instalación de Hydra en Sokovia y recuperan el cetro. En la Torre de los Vengadores, Stark y Banner descubren una inteligencia artificial dentro de la gema del cetro y, en secreto, deciden usarla para completar el programa de defensa global "Ultron" de Stark. Después de una fiesta de celebración, Ultron se vuelve sensible y ataca a Banner y a los Vengadores en la Torre, antes de escapar. En Johannesburgo, Banner y los Vengadores intentan detener a Ultrón, pero son sometidos por Wanda Maximoff, quien usa visiones inquietantes para hacer que Hulk haga estragos en la ciudad hasta que Stark lo detiene con su armadura Hulkbuster. Banner y los Vengadores viajan a la casa de Barton para recuperarse, donde Romanoff y Banner desarrollan una atracción mutua. Mientras está allí, Fury llega y persuade a los Vengadores para que hagan un plan para detener a Ultrón, lo que hace que Romanoff sea capturada y llevado a Sokovia. De vuelta en la Torre de los Vengadores, Banner y los demás tienen una confrontación después de enterarse de la creación de la Visión, pero después de que Thor le da poder, descubren que Visión es un aliado. Banner deja el equipo para rescatar a Romanoff y se transforma en Hulk para luchar contra Ultron. Después de la batalla final con Ultron en Sokovia, Hulk parte en un Quinjet y abandona la Tierra.

### Viaja en el espacio y Ragnarok
Después de que Hulk se pierde en el espacio, el Quinjet aterriza en el vertedero del planeta Sakaar. Es acogido por el Gran Maestro de Sakaar, quien lo obliga a luchar contra otros contendientes en un combate de gladiadores. Sube de rango, permanece invicto y se gana la admiración de la gente de Sakaar, lo que lo convierte en el "Campeón" del Gran Maestro.
En 2017, Hulk se ve obligado a luchar contra Thor en el planeta Sakaar en el Concurso de Campeones, después de que Thor aterrizara allí. Convocando a un rayo, Thor toma la delantera sobre Hulk, pero el Gran Maestro sabotea la lucha para asegurar la victoria de Hulk. Aún esclavizado, Thor intenta convencer a Hulk para que lo ayude a salvar a Asgard, y luego escapa del palacio y encuentra el Quinjet usado en 2015. Hulk sigue a Thor al Quinjet, donde una grabación de 2015 de Romanoff lo convierte de nuevo en Bruce Banner por primera vez en dos años. Banner se sorprende al saber que está en el espacio y expresa temor de que si se convierte de nuevo en Hulk, nunca podrá volver a su forma humana. Banner y Thor se alían con Valquiria y escapan de Sakaar a Asgard, donde Banner se convierte en Hulk nuevamente para salvar a los asgardianos del lobo gigante, Fenris. Cuando Asgard es destruido por Surtur, Hulk acompaña a Thor, Valquiria, Loki y los Asgardianos en el Statesman, una nave Sakaaran con destino a la Tierra.

### La guerra infinita
En 2018, Thanos y los hijos de Thanos interceptan a la nave para extraer la gema del espacio que se encuentra en el Teseracto. Hulk lucha contra Thanos, pero es dominado y derrotado. Heimdall usa el puente Bifröst para enviar a Hulk directamente a la Tierra, y Hulk aterriza en el Sanctum Sanctorum de Stephen Strange y Wong en la ciudad de Nueva York, volviendo a su forma de Banner. Banner luego advierte a Strange sobre Thanos, quien se pone en contacto con Stark; además se entera de la separación del equipo. Cuando Ebony Maw y Cull Obsidian llegan a Nueva York en busca de la gema del tiempo, Banner intenta convertirse en Hulk, pero no puede hacerlo. Va al complejo de los Vengadores por primera vez para reunirse con James Rhodes y luego con Rogers, Romanoff, Sam Wilson, Maximoff y Vision. Se une al equipo en Wakanda, donde usa la armadura Hulkbuster de Stark para luchar contra los Outriders y logra obtener la ventaja sobre Obsidian. Se alegra cuando Thor, Rocket y Groot llegan para ayudar. En el bosque, es testigo de la llegada de Thanos, y Thanos lo atrapa rápidamente en las rocas y no puede defenderse. Después de que Thanos activa el guantelete del infinito y se teletransporta, Banner es un sobreviviente del Blip.
Banner, los Vengadores supervivientes y Rocket regresan al Complejo de los Vengadores y pronto se encuentran con Carol Danvers. Luego es testigo de cómo Danvers regresa a Stark de regreso a la Tierra y se reúne con él, ayudándolo a sedar y descansar. Acompaña a los Vengadores que quedan, Danvers, Rocket y Nebula de regreso al espacio al planeta Titán II para enfrentarse a Thanos solo para descubrir que destruyó las gemas del infinito.

### Fusionando personalidades
Entre 2018 y 2023, Banner se somete a una experimentación gamma para equilibrar sus dos lados. Para 2023, ahora está permanentemente en el cuerpo de Hulk pero con la mente y la voz de Banner. Encuentra a Rogers, Romanoff y Scott Lang en un restaurante y acepta ayudarlos con su plan de viaje cuántico en el tiempo. En el complejo de los Vengadores, intentan hacer viajar en el tiempo a Lang utilizando el pequeño túnel cuántico, pero no tienen éxito. Después de que Stark llega y ofrece su ayuda, Banner y Rocket viajan a Noruega a la colonia Nuevo Asgard y reclutan a un Thor borracho y deprimido para que regrese y ayude a los Vengadores. De vuelta en el Complejo, los Vengadores formulan un plan para viajar en el tiempo y recuperar gemas del infinito alternativas. Banner, Rogers, Stark y Lang viajan en el tiempo a través del Reino Cuántico a un 2012 alternativo en la ciudad de Nueva York. 
Allí, Banner obtiene la gema del tiempo de una versión alternativa del Anciano (a quien promete devolver las gemas a sus respectivos períodos en el tiempo cuando los Vengadores terminen con su misión). Luego regresa al presente, pero está devastado al enterarse de la muerte de Romanoff, quien tuvo que sacrificarse para recuperar la gema del alma. Después de llorarla con los Vengadores originales, Banner, Stark y Rocket combinan las piedras con el guantelete que crea Tony. Banner luego se ofrece como voluntario para activar las gemas del infinito, citando su fuerza general y su resistencia específica a la radiación gamma. Lo hace e invierte el Blip, aunque su brazo derecho se lesiona permanentemente en el proceso. Después de hacerlo, una versión alternativa de Thanos emerge del reino cuántico y ataca al Complejo, haciendo que Banner, Rocket y Rhodes queden atrapados en los escombros, hasta que Lang los salve. Luego participa en la batalla final contra Thanos y su ejército, quienes finalmente son derrotados cuando Stark usa las gemas del infinito, a costa de su propia vida. Después de la batalla, Banner asiste al funeral de Stark y luego prepara un nuevo portal cuántico para que Rogers pueda devolver las gemas del infinito y el Mjolnir alternativos. Él, Bucky Barnes y Sam Wilson presencian cuando un anciano Rogers regresa y le da su escudo a Wilson.

### Encuentro con Shang-Chi
Algún tiempo después, Banner vuelve a su forma humana y ahora usa un cabestrillo debido a la lesión que sufrió mientras invertía el Blip, aunque la cicatriz se ha curado. Después de que Shang-Chi usa los Diez Anillos, estos envían una señal misteriosa, lo que lleva a Wong a contactarlo a él y a Carol Danvers a través de un holograma para hablar con Shang-Chi y su amiga Katy al respecto.

### Entrenando a Jennifer Walters
Tiempo después, Banner y su prima, la abogada Jennifer Walters, emprenden un viaje por carretera pero son interceptados por una nave de proveniente de Sakaar, lo que hace que Walters estrelle el automóvil. Banner sangra y su sangre se contamina accidentalmente con la de Walters, lo que hace que Walters se transforme en Hulk y huya; Banner finalmente la recupera y usa la dosis gamma letal que tomó para curar completamente su brazo. En México, Banner entrena a Walters para que controle su forma de Hulk, sin embargo, ella rechaza la idea de ser una superheroína y quiere volver a su carrera legal. La pareja se pelea y Banner finalmente acepta que Walters quiere irse y se despide. Unos meses después, Banner despega en la nave espacial Saakariana para investigar el mensaje del accidente automovilístico; mientras está allí, recibe una llamada de Walters y la anima a asumir el caso de representar a Emil Blonsky.
Más tarde, Bruce regresa a la Tierra y va a la casa de Jen junto con su hijo Skaar, y conoce a los miembros de su familia y Matt Murdock.

## Versiones alternativas

### What If...?(2021–2024)
Varias versiones alternativas de Banner aparecen en la serie animada What If...?, con Ruffalo retomando su papel.

#### Muerte de los Vengadores
En un 2011 alternativo, Banner está huyendo de Ross en la Universidad de Culver cuando Romanoff lo encuentra allí mientras consulta a su interés amoroso, Betty Ross, sobre la muerte de los candidatos de la Iniciativa Vengadores. Los tres están rodeados por las tropas de Ross y Banner se transforma en Hulk después de ser alcanzado por una bala. Mientras ataca a los hombres de Ross, Hulk repentinamente se infla y explota debido a un disco de partículas Pym desplegado en secreto por Yellowjacket (Hank Pym) dentro de su cuerpo.

#### Brote de Zombies
En un 2018 alternativo, Banner es enviado de regreso a la Tierra a través del Bifrost para advertir a los Vengadores sobre la amenaza inminente de Thanos. Sin embargo, es atacado por versiones zombificadas de Stark, Strange y Wong antes de ser rescatado por Peter Parker y Hope van Dyne. Después de unirse a los otros sobrevivientes, viajan al Campamento Lehigh y se encuentran con Visión, quien les revela que la Gema de la Mente se puede usar para curar el virus. Banner luego se queda en el campamento para defenderse de una Wanda Maximoff zombificada con el fin de ganar tiempo para que los demás escapen a Wakanda.

#### La conquista de Ultrón
En un 2015 alternativo, Banner, junto con los otros Vengadores (excepto Romanoff y Barton), es asesinado por Ultrón, quien carga con éxito su conciencia en un cuerpo de vibranium y lanza un ataque nuclear global.

#### Salvando la navidad
En un 2014 alternativo, Banner está en una tienda de juguetes de figuras de acción de los Vengadores con Barton durante la temporada navideña. Se reagrupan con Stark, Rogers y Romanoff y regresan a la Torre de los Vengadores. Mientras los demás atacan al Fenómeno, Banner observa cómo Barton le dice que ayude. Darcy Lewis les informa que el Fenómeno es Happy Hogan (a quien accidentalmente le inyectaron una muestra de la sangre de Banner con la que Stark había estado experimentando) y que Justin Hammer había atacado la Torre. Después, tienen su fiesta navideña anual.

#### 1602
En un 1602 alternativo, Banner es un prisionero en las catacumbas del palacio del Rey Thor y es conocido como una variante del Hombre de la Máscara de Hierro llamada el "Monstruo de la Máscara de Hierro". Es liberado por la Capitana Carter y se transforma en Hulk. Él y Carter se reúnen con Stark, y se les unen Rogers Hood, Barnes y Lang. Elaboran un plan para intentar detener una incursión. Hulk llega a la sala del tribunal de Thor y les da a los demás la señal para atacar, durante la cual lucha contra la forma Freak de Sir Harold "Happy" Hogan. Después de que se revela que Rogers es la persona desplazada en el tiempo, Carter lo envía a casa y salva el universo.

#### Encarcelado por el Doctor Strange
En un universo alternativo, Banner como Hulk empuñaba una espada y un hacha que podían disparar ráfagas de energía verde. La forma de Hulk también era diferente, con alas grandes, un casco y rodeado de energía verde brillante. Fue capturado por el Doctor Strange Supremo y mantenido cautivo en su dimensión improvisada. Más tarde fue liberado para ser arrojado a la Fragua y arrojó sus armas para ayudar a la Capitana Peggy Carter y Kahhori. A pesar de la intervención de Strange, Banner fue salvado por Kahhori, quien usó sus poderes para transportarlo a través de un portal de regreso a casa.

#### Guerra Gamma
En un 2024 alternativo, Banner intenta bombardearse con más Gamma para deshacerse de Hulk, pero falla y crea un segundo y monstruoso Hulk "Apex" que se separa de Banner y se convierte en un kaiju desenfrenado capaz de generar un ejército.

### Deadpool & Wolverine(2024)
Una variante de Banner como Hulk está luchando contra Wolverine, siendo interrumpido brevemente por Wade Wilson de Tierra-10005 que está tratando de encontrar una variante para reemplazar al fallecido Wolverine en su línea de tiempo.

## Diferencias con los cómics
Charles Pulliam-Moore, escribiendo para Gizmodo, dijo sobre las películas anteriores del UCM que "[mientras] hay una serie de historias de los cómics de Marvel que profundizan en la dualidad de la identidad de Banner/Hulk... Las películas de Marvel han olvidado esa trama líneas a favor de trotar a Bruce para balbucear sobre ciencia y romper cosas cuando sea necesario". Una diferencia específica de los cómics es la participación de Banner en la creación de Ultron y Visión, un personaje que en los cómics fue creado únicamente por Ultron. Visión, en las películas, se crea como un contador para Ultron, que previamente había sido creado por Stark y Bruce Banner. En los cómics, sin embargo, Ultron es creado por un miembro diferente de los Vengadores, Hank Pym.
Debido a la falta de películas independientes sobre Hulk, el personaje ha sido representado en muy pocas de las historias mostradas en los cómics. En particular, la historia de "Planet Hulk" de los cómics está muy condensada y trabajada en Thor: Ragnarok; la historia del cómic tiene a los héroes de la Tierra enviando intencionalmente a Hulk al espacio debido a su naturaleza excesivamente peligrosa, mientras que el UCM, Hulk abandona la Tierra por su propia voluntad. La historia combinada de Banner/Hulk representada en Avengers: Endgame también difiere de los cómics, donde una fusión comparable se logró por hipnosis realizada por el psiquiatra de superhéroes, el Doc Samson. En el UCM, Banner aparentemente logra la fusión por sí mismo, a través de la experimentación con radiación gamma.

## Recepción
La actuación de Norton como Banner recibió una recepción generalmente positiva. Al revisar The Incredible Hulk, Mark Rahner de The Seattle Times escribió que "el relanzamiento del goliat verde de Marvel es una mejora con respecto al pesado Hulk de 2003 del director Ang Lee en casi todos los sentidos, excepto que el Hulk real todavía se ve apenas mejor que algo de un video juego, y todavía apenas habla". Por el contrario, Christy Lemire de Associated Press encontró que "las inevitables comparaciones con Iron Man, el primer éxito de taquilla de Marvel Studios este verano, sirven como un claro recordatorio de lo que le falta a este Hulk: ingenio y corazón. A pesar de la presencia de Edward Norton, un actor capaz de profundizar tanto como Robert Downey Jr., no sentimos un fuerte sentido del conflicto interno de Bruce Banner". 
La interpretación de Mark Ruffalo del Dr. Bruce Banner/Hulk en The Avengers fue bien recibida por los comentaristas. Joe Neumaier opinó que su actuación fue superior a la del resto del elenco; "Ruffalo es la revelación, convirtiendo a Banner en un irónico reservorio de calma listo para convertirse en un volcán". Del mismo modo, Anthony Lane de The New Yorker proclamó que la actuación de Ruffalo era uno de los aspectos más destacados de la película, junto con Downey. Karina Longworth de Village Voice concluyó: "Ruffalo refresca con éxito el mito de Hulk, interpretando a Banner como un nerd-genio adorablemente tímido que, en contraste con los macizos acicalados del equipo, sabe que no debe llamar la atención sobre sí mismo". Travers afirmó que el actor resonaba en una vibra de "calidez y humor desaliñados", mientras que Turan sintió que superó a sus predecesores Edward Norton y Eric Bana al interpretar al personaje. Owen Gleiberman de Entertainment Weekly escribió que "lo más inteligente que hicieron los cineastas fue conseguir que Mark Ruffalo interpretara a Bruce Banner como un hombre tan sensible que está en guerra, en todo momento, consigo mismo. (La película finalmente resuelve el problema de Hulk: Es mucho más divertido en pequeñas dosis)".